# Ministro
Um ministro é o membro de um governo nacional ou, ocasionalmente, subnacional, com importantes funções executivas. A maioria dos ministros é responsável pela gestão de uma pasta, ou seja, de uma área temática governativa, o que implica normalmente a direção de uma das grandes repartições governamentais,  designadas "ministérios" ou "departamentos". No entanto, ocasionalmente isso não acontece, como é o caso dos ministros sem pasta. Geralmente os ministros são membros de um gabinete ou conselho de ministros, respondendo - conforme o sistema político - perante o chefe de estado, o chefe de governo ou o parlamento.
Em alguns países e territórios os membros do governo equivalentes aos ministros têm outras designações, como as de "secretário de estado", de "secretário" ou de "comissário". Noutros, apesar de serem genericamente designados "ministros", os membros do governo têm um título oficial mais completo, como "ministro de Estado" ou "ministro da Coroa". Em alguns Estados, figuras institucionais como o procurador-geral, o governador do banco central, o chefe da casa militar ou o chefe da casa civil têm um estatuto equiparado ao de ministro.
No passado a designação "ministro" era aplicada no sentido mais amplo, referindo-se a um número abrangente de classes de funcionários do Estado. O seu sentido mais abrangente mantém-se, ainda hoje, nas designações de "ministro" dadas a certas classes de diplomatas e a juízes dos tribunais superiores de alguns países.

## História

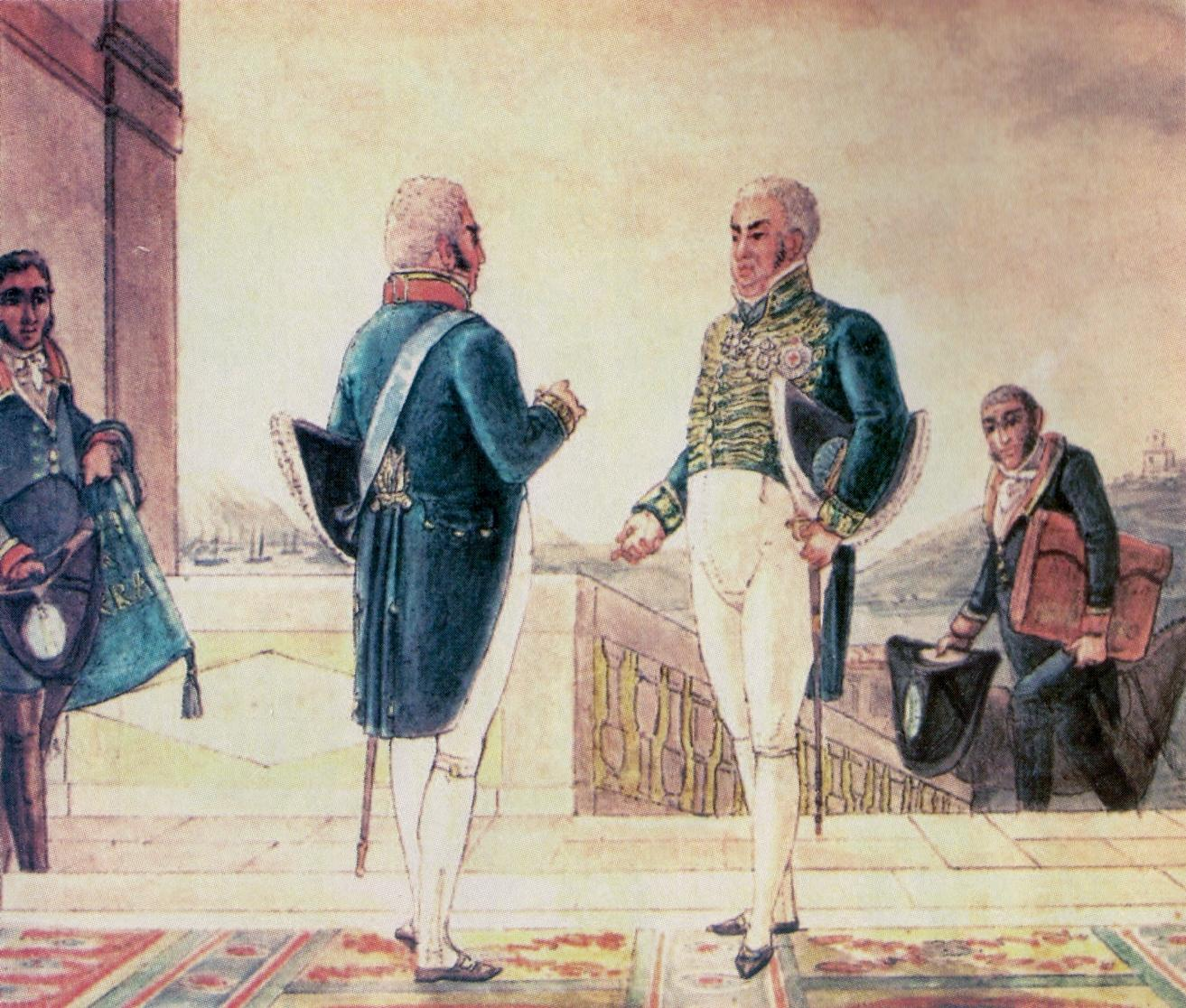
Fardas de ministros do Império do Brasil, em 1822.

A palavra "ministro" deriva do termo latino "minister" (de minus, menor), que indicava genericamente uma pessoa subordinada a outra, a qual era o magister (mestre, de magis, maior). Na Roma antiga referia-se especificamente a alguém que estava ao serviço de uma autoridade ou instituição (como os lictores) ou a alguém (escravo ou liberto) que prestava serviço no palácio imperial, com diversas incumbências.
Posteriormente o termo assumiu um significado mais abrangente de servidor ou funcionário do soberano ou do estado. Na Europa medieval e renascentista, nos ministros de um soberano, incluíam-se as várias classes de magistrados, administradores, cobradores de impostos, diplomatas, conselheiros e outros funcionários.
No século XVI desenvolve-se uma classe específica de ministros, a dos secretários de estado. Os secretários de estado virão com o passar dos tempos a ocupar a cúpula dos poderes executivos estatais, atuando como conselheiros próximos e delegados diretos dos soberanos. Inicialmente existiam apenas um ou dois por estado e posteriormente o seu número irá crescer, cada qual especializando-se na gestão de uma determinada área temática ou "pasta". Em meados do século XVIII é comum a existência dos secretários de estado do negócios interiores, dos negócios estrangeiros, da guerra, da marinha, dos negócios eclesiásticos e da justiça. O primeiro tutela normalmente todos os assuntos que não são da competência dos restantes e assume, frequentemente, a função de coordenador dos vários secretários de estado, um pouco como os modernos primeiros-ministros.
Com o crescimento da importância dos secretários de estado, que se tornam nos principais ministros do estado, o termo "ministro" começa a ter uma aplicação mais restrita, sobretudo a partir do final do século XVIII, passando a referir-se quase exclusivamente a esta classe de altos funcionários. Em diversos estados o termo "ministro" funde-se assim com o de "secretário de estado", passando cada um destes a ser designado "ministro secretário de estado" ou "ministro e secretário de estado". Na segunda metade do século XIX o termo "ministro" acaba por substituir completamente o termo "secretário de estado", caindo este em desuso na maioria dos países.
Apesar do conceito restrito com que é hoje geralmente utilizado ainda existem resíduos do conceito mais alargado com que o termo "ministro" era utilizado no passado. Exemplos são os usos do título "ministro plenipotenciário" para designar os diplomatas de categoria inferior à de embaixador e do título "ministro" para designar os juízes dos tribunais superiores de vários países da América Latina.

## Caraterísticas
Na maioria dos casos, um ministro assume um duplo papel de:

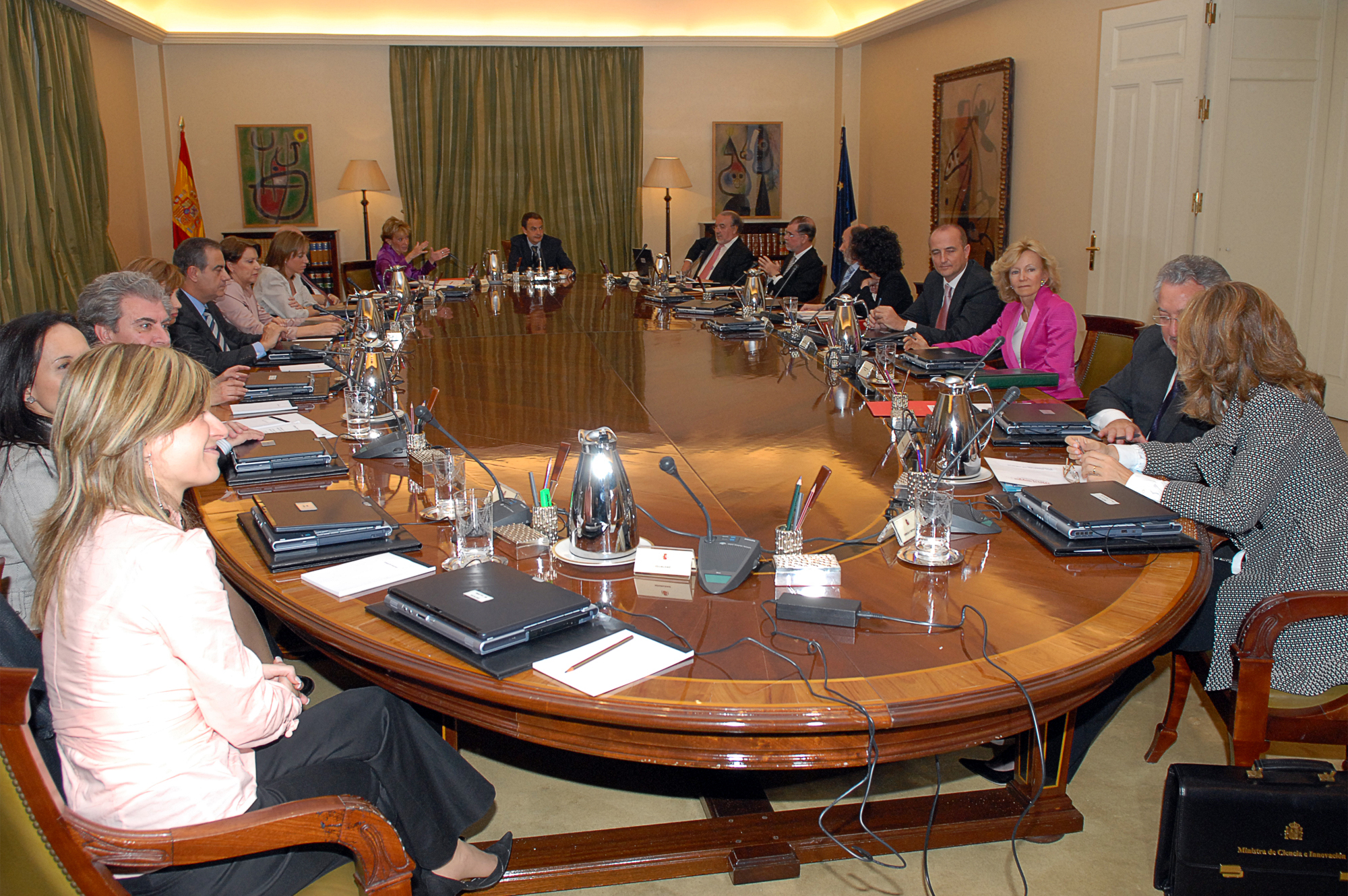
Reunião do Conselho de Ministros da Espanha, em 2008.

1. membro de um órgão colegial (conselho de ministros ou gabinete), presidido pelo chefe de estado ou pelo chefe de governo. Nos regimes parlamentares e semipresidenciais, este órgão assume a direção política do governo, enquanto que nos regimes presidencialistas e nas monarquias absolutas tem apenas funções consultivas em relação ao chefe de estado, o qual concentra a toda responsabilidade pela direção política;
2. órgão unipessoal, ao qual compete normalmente a tutela e a chefia de um ministério, ou seja de uma das grandes repartições em que se divide a administração pública. O ministro é, então, responsável por assegurar a tradução das diretivas políticas do governo para a atividade administrativa do ministério que tutela. O ministério a cargo de um ministro constitui a sua "pasta".

Por outro lado, podem dar-se os seguintes casos:
- podem existir ministros que - apesar de tutelarem um ministério - não são membros do gabinete. Isto acontece nos sistemas político-administrativos em que a qualidade de membro do gabinete se restringe a apenas alguns dos ministros e não a todos os membros do governo. Exemplos disto são o Reino Unido e os outros países que seguem o Sistema de Westminster, no qual se distinguem os ministros membros do gabinete (cabinet ministers) dos que não são membros;
- podem existir ministros que são membros do gabinete, mas que não têm a seu cargo qualquer ministério. Estes ministros são, frequentemente, referidos como "ministros sem pasta";
- podem existir ministros encarregues de tutelar dois ou mais ministérios, bem como, nalguns sistemas, um ministério a cargo de dois ou mais ministros.

Em muitos sistemas político-administrativos os ministros no desempenho das suas funções de chefia de um ministério são coadjuvados por outros órgãos unipessoais, que podem ter designações como "vice-ministro", "secretário de estado" (quando este título não é atribuído aos próprios ministros), "subsecretário de estado", secretário ou secretário parlamentar (no sistema de Westminister). Estes desempenham funções de adjuntos de um ministro no que diz respeito aos assuntos da sua pasta, bem como podem ter a seu cargo a tutela específica de uma parte do ministério. Apesar de serem membros do governo esses funcionários não são membros do conselho de ministros.
Para além dos órgãos unipessoais pessoais de natureza política acima referidos um ministro pode ser coadjuvado por um órgão unipessoal administrativo, como um secretário-geral, um secretário-executivo ou um secretário permanente (no Sistema de Westminster). Este órgão constitui o mais alto funcionário administrativo da hierarquia do ministério, subordinado ao qual estão os restantes dirigentes e funcionários administrativos do mesmo.

## Nomeação e mandato
Normalmente, os ministros são nomeados pelo chefe de estado. No caso dos sistemas onde existe a figura do primeiro-ministro, cabe-lhe normalmente propor os ministros a nomear pelo chefe de Estado. Nalguns sistemas, poderá ser o primeiro-ministro a nomear os seus próprios ministros. No que diz respeito à exoneração dos ministros, a mesma segue normalmente uma modalidade semelhante à da nomeação.

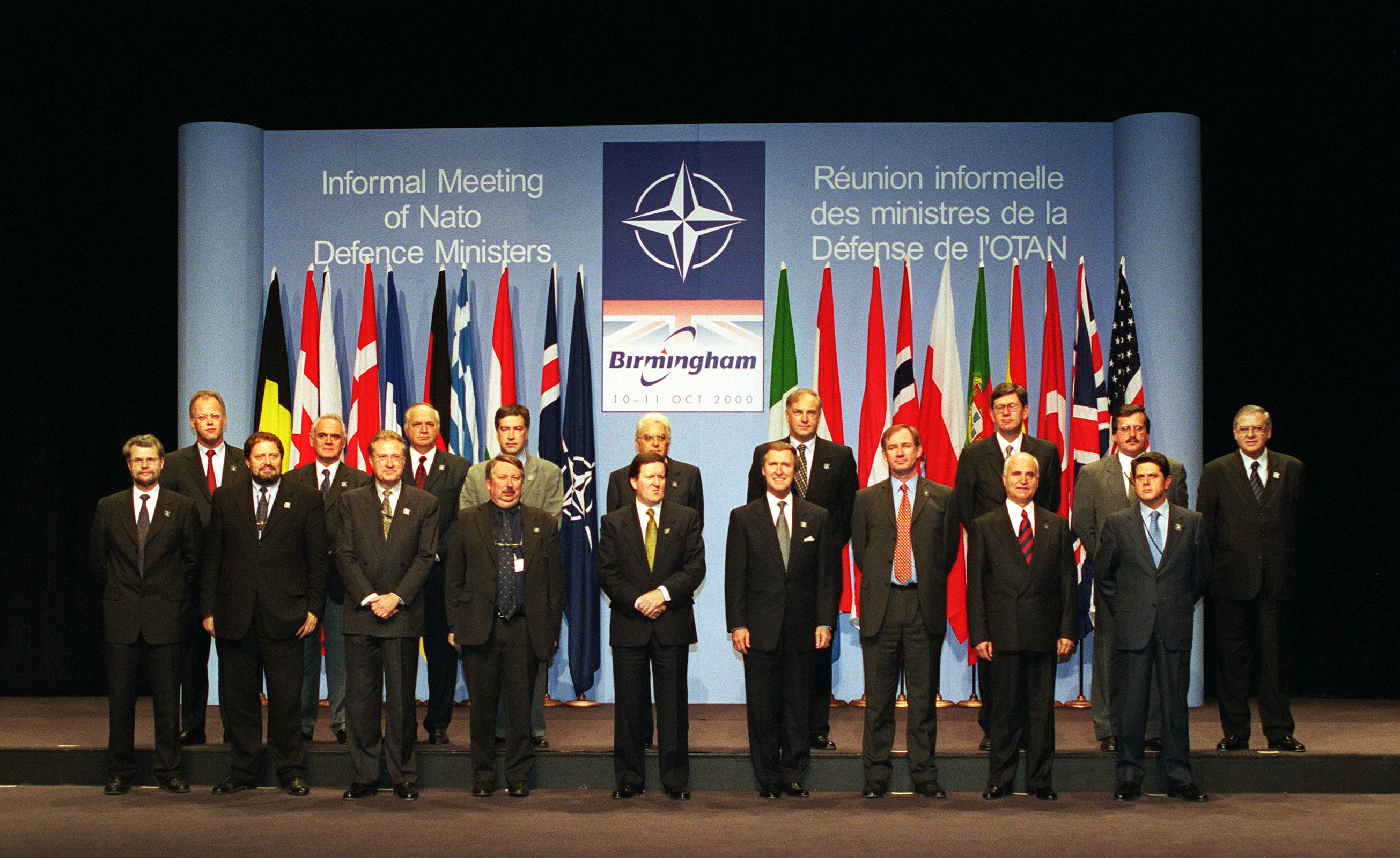
Reunião dos ministros da defesa da OTAN, em 2000.

Como membros do governo os ministros são políticos, na maioria dos casos. No entanto, é comum a nomeação de ministros escolhidos pelo seu elevado conhecimento técnico sobre os assuntos correspondentes ao seu ministério (referidos como "ministros técnicos" ou "tecnocratas"), sobretudo no caso de pastas de elevada complexidade técnica.
Nos regimes parlamentares, quando um governo se baseia numa coligação partidária, os postos governativos são repartidos pelos vários partidos da coligação, de acordo com a percentagem de lugares no parlamento que cada um obteve nas eleições ou de acordo com acordos pré-eleitorais.
A distribuição de pastas ministeriais não tem em conta apenas o número de ministérios, mas também o peso dos mesmos, uma vez que alguns deles (como são, normalmente, os casos dos ministérios da defesa, das relações exteriores ou das finanças) são mais importantes do que os outros. Podem, contudo, existir partidos que, apesar de fazerem parte da coligação no governo, não tenham peso político suficiente para lhes ser atribuída qualquer pasta ministerial.
Nalguns países, as pastas ministeriais podem ser distribuídas segundo outros critérios que não políticos. Estes critérios podem ter em conta a origem religiosa, étnica ou geográfica dos ministros, estando, por vezes, consagrados constitucionalmente.
No Sistema de Westminister e em alguns outros sistemas parlamentares, os ministros são obrigatoriamente membros do parlamento. No caso de sistemas com parlamentos bicamarários, pode inclusivamente estar definida a obrigatoriedade da existência de um número mínimo de ministros pertencentes a cada uma das câmaras. Em outros sistemas, apesar dos ministros serem frequentemente membros do parlamento, essa qualidade de membro não é obrigatória. Há também casos em que existe uma cota mínima de ministros pertencentes ao parlamento, não sendo obrigatório que os restantes o sejam. Em contrapartida, na maioria dos regimes presidencialistas, semipresidencialistas e em alguns parlamentares, existe a interdição dos ministros serem membros do parlamento e, se o forem, terão de renunciar ou suspender o seu mandato parlamentar para poderem ser nomeados ministros.
Na maioria dos sistemas parlamentaristas e semipresidencialistas, os ministros devem gozar da confiança do parlamento e responder perante o mesmo. Em outros sistemas, a relação de confiança e de responsabilidade política existe apenas entre o parlamento e o primeiro-ministro, o qual tem assim liberdade para escolher os seus ministros, que respondem apenas perante ele. Quando a relação de confiança e de responsabilidade perante o parlamento se dá com o governo no seu todo e não com os seus ministros a título individual, o parlamento pode usar o expediente da moção de censura para forçar o governo a demitir um dos seus ministros. Em todos estes casos, o ministro tem que gozar da confiança do chefe de Estado ou do chefe de governo, caso contrário poderá ser exonerado.
Na generalidade dos sistemas políticos, os ministros perdem o seu mandato em caso de demissão ou cessação de funções do governo ou do primeiro-ministro.

## Ministro de Estado
O título "ministro de estado" é atribuído em certos países (como o Brasil e o Japão) a todos os ministros do governo. Em outros países (como a França e Portugal), o título é atribuído a alguns ministros para lhes dar uma proeminência em relação aos restantes, ainda que, muitas vezes, apenas protocolar.
Na maioria dos países que seguem o Sistema de Westminster, um ministro de estado (minister of state) é um membro do governo de estatuto inferior ao de ministro do gabinete. Assim, no Reino Unido, é inferior ao de secretário de Estado (secretary of State) e no Canadá é inferior ao de ministro da Coroa (minister of the Crown).
Na Grécia o ministro de Estado é o porta-voz do governo, que pode ou não ser titular de uma pasta. No Mónaco e nos países da Escandinávia o título de "ministro de estado" é atribuído ao chefe de governo, sendo equivalente ao de "primeiro-ministro" em outros países.
Em países como a Bélgica, os Países Baixos e a Síria o título de "ministro de estado" é puramente honorífico, não tendo os seus titulares quaisquer responsabilidades governativas, sendo atribuído a personalidades que se distinguiram no exercício de funções políticas ou administrativas.

## Pastas ministeriais mais comuns
O número e a designação das pastas a cargos de ministros varia bastante de governo para governo. No entanto, as mais comuns são as seguintes:
- Presidência ou governação;
- Negócios estrangeiros ou relações exteriores;
- Defesa (resultando, frequentemente, da fusão das antigas pastas da marinha, exército/guerra e aeronáutica);
- Finanças ou fazenda (ocasionalmente subdividida nas pastas do tesouro, orçamento, impostos e plano económico);
- Interior ou Administração Interna;
- Economia (frequentemente subdividida nas pastas do comércio, turismo, indústria, minas e energia);
- Agricultura;
- Pescas;
- Justiça;
- Equipamento Social ou Infraestruturas (frequentemente subdividida nas pastas das obras públicas, viação, aviação civil, marinha mercante, transportes, comunicações, habitação e plano territorial);
- Trabalho ou emprego;
- Saúde;
- Previdência ou segurança Social;
- Educação ou instrução pública (frequentemente subdividida nas pastas do ensino básico e secundário, ensino superior e ciência);
- Cultura;
- Esportes ou desportos;
- Informação ou comunicação social;
- Ultramar ou colónias;
- Ambiente.

## Ministros em vários países

### Brasil

Bandeira do Ministro de Estado da Defesa do Brasil.

Todos os ministros do Poder Executivo do Brasil são oficialmente designados "ministros de Estado". Os ministros de Estado são os principais auxiliares do presidente da República. São por ele escolhidos livremente, de entre brasileiros natos ou naturalizados, maiores de 21 anos, em gozo de direitos políticos.
Segundo a Constituição da República Federativa do Brasil:

Compete ao ministro de Estado, além de outras atribuições estabelecidas nesta Constituição e na lei:
- I — exercer a orientação, coordenação e supervisão dos órgãos e entidades da administração federal na área de sua competência e referendar os atos e decretos assinados pelo presidente da República;
- II — expedir instruções para a execução das leis, decretos e regulamentos;
- III — apresentar ao presidente da República relatório anual de sua gestão no Ministério;
- IV — praticar os atos pertinentes às atribuições que lhe forem outorgadas ou delegadas pelo presidente da República.

Alguns ministros são especificamente designados "ministro-chefe", quando comandam órgãos que também possuem o estatuto de ministério, mas não levam a palavra no nome. Isso se aplica a quem chefia ou chefiou a Casa Civil, mas também chefes da Secretaria de Governo da Presidência da República, Secretaria-Geral da Presidência da República, Secretaria de Aviação Civil da Presidência da República, Controladoria-Geral da União, Gabinete de Segurança Institucional.
Atualmente, existem 37 ministérios. Além dos titulares dos ministérios, são também ministros de Estado os chefes dos seguintes órgãos de assessoramento: Secretaria de Comunicação Social, Secretaria Especial dos Direitos Humanos, Secretaria Especial de Políticas de Promoção da Igualdade Racial, Secretaria Especial de Políticas para as Mulheres, Secretaria Especial de Portos, Secretaria-Geral da Presidência, Secretaria de Relações Institucionais, Advocacia-Geral da União, Banco Central, Casa Civil da Presidência da República, Controladoria-Geral da União, Núcleo de Assuntos Estratégicos, Gabinete de Segurança Institucional.

### Portugal

Distintivo de ministro do Governo de Portugal.

De acordo com o "Título IV" da Constituição da República Portuguesa, o Governo é constituído pelo primeiro-ministro, pelos ministros, pelos secretários de Estado e pelos subsecretários de Estado, podendo ainda incluir um ou mais vice-primeiros-ministros. O primeiro-ministro, os vice-primeiros-ministros e os ministros constituem o Conselho de Ministros. Quando não existe vice-primeiro-ministro, pode ser indicado, pelo primeiro-ministro, um ministro para substituir nas suas ausências ou impedimentos.
Os ministros são nomeados pelo Presidente da República, sob proposta do primeiro-ministro. As suas funções iniciam-se com a sua posse e cessam com a sua exoneração ou com a exoneração do primeiro-ministro. O número, a designação e as atribuições dos ministérios, bem como as formas de coordenação entre eles, serão determinados, consoante os casos, pelos decretos de nomeação dos respetivos titulares ou por decreto-lei.
Os ministros são responsáveis perante o primeiro-ministro e, no âmbito da responsabilidade política do Governo, perante a Assembleia da República.
Tradicionalmente, os ministros designados para substituir o primeiro-ministro têm o título de "ministros de Estado".
Até à revisão de 2004, a Constituição da República previa a existência de ministros da República, os quais constituíam uma classe especial de ministros. Inicialmente, tinham como funções representar a soberania da República em cada uma das regiões autónomas dos Açores e da Madeira, coordenar os serviços do Estado nas respetivas regiões, superintender as funções administrativas do Estado nas regiões, nomear os membros dos governos regionais, exercer o direito de veto sobre legislação regional, além de outras funções. Eram considerados membros do Governo da República, com todas as competências e prerrogativas ministeriais, inclusive a de terem assento em Conselho de Ministros. A partir da revisão constitucional de 1997, os ministros da República - apesar de manterem o título - perderam as competências e prerrogativas de ministro e passaram a ser apenas representantes do Estado nas regiões autónomas. Na sequência da revisão constitucional de 2004, o cargo de ministro da República foi extinto em 2006 e substituído pelo de representante da República.